# هان هوا-سو
هان هوا-سو (انگلیسی: Han Hwa-soo؛ زادهٔ ۳ فوریهٔ ۱۹۶۳) بازیکن هندبال اهل کره جنوبی بود.
از افتخارات وی میتوان به کسب مدال نقره در بازی‌های المپیک تابستانی ۱۹۸۴ اشاره کرد.